# Psammoecus hirsutus
Psammoecus hirsutus is een keversoort uit de familie spitshalskevers (Silvanidae). De wetenschappelijke naam van de soort werd in 1883 gepubliceerd door Arthur Sidney Olliff.